# Celso Costantini
Pour les articles homonymes, voir Costantini.
Celso Benigno Luigi Costantini (né le 3 avril 1876 à Castions di Zoppola en Frioul-Vénétie Julienne, Italie, et mort le 17 octobre 1958 à Rome) est un cardinal italien de l'Église catholique du XXe siècle, nommé par le pape Pie XII.

## Biographie
Celso Costantini étudie à Portogruaro et à Rome et exerce comme prêtre plusieurs fonctions à Condordia, notamment comme vicaire général du diocèse. En 1918-1919, il est le fondateur de l'Istituto S. Filippo Neri pour les fils de guerre et l'Opera nazionale di soccorso per le chiese devastate dalla guerra. En 1919, il est nommé directeur du musée archéologique d'Aquilée et en 1920, il est nommé administrateur apostolique de Fiume, occupée par Gabriele D'Annunzio.
Il est nommé évêque titulaire d'Hiérapolis-en-Phrygie (de) et est consacré le 24 août 1921 par Pietro La Fontaine avec comme co-consécrateurs Angelo Bartolomasi (it) et Luigi Paulini (it). Il est nommé premier légat apostolique en Chine (en) en 1922. Il est promu archevêque titulaire de Théodosiopolis-en-Arcadie (de) en 1922. Il préside en mai-juin 1924 le « concile de Shanghai » avec tous les ordinaires de Chine, pour donner l'impulsion à l'« indigénisation » du clergé en Chine, selon l'appel urgent de Pie XI. Grâce à ses efforts, la Sainte-Église reconnaît la Chine en 1928 et Celsi Costantini est coconsécrateur aux premières consécrations d'évêques chinois par Pie XI en 1926, dont il est à l'initiative conjointement avec le supérieur général des Missions étrangères de Paris, Jean de Guébriant.
Celso Costantini est aussi le fondateur de la Congrégation des disciples du Seigneur (de), congrégation chinoise répandue dans plusieurs pays asiatiques. Il retourne à Rome pour des raisons de santé et exerce des fonctions au sein de la Congrégation pour la Propaganda Fide. Il est archevêque coconsécrateur, avec Henri Streicher, du premier cardinal chinois de l'histoire, Tien Ken-sin, au consistoire du 19 février 1946.
Le pape Pie XII le crée cardinal au consistoire du 12 janvier 1953. Le cardinal Costantini est chancelier de la Sainte-Église à partir de 1954 et à ce titre cardinal-prêtre de San Lorenzo in Damaso.

## Succession apostolique
Celso Costantini a ordonné les évêques suivants :
- Évêque Karol Śliwowski (pl) (1923)
- Évêque Paul-Léon-Cornelius Montaigne (pl), C.M. (1925)
- Archevêque Theodor Buddenbrock (de), S.V.D. (1925)
- Évêque Enrico Pascal Valtorta, P.I.M.E. (1926)
- Évêque Edward Galvin (en), S.S.C.M.E. (1927)
- Évêque Pierre Cheng Youxian (no) (1928)
- Évêque Georg Weig, S.V.D. (1928)
- Évêque Francis Xavier Wang Zepu (no) (1930)
- Évêque Paul Wang Wencheng (no) (1930)
- Évêque Francis Liu Jinwen (no) (1930)
- Évêque Ignazio Canazei (de), S.D.B. (1930)
- Cardinal James Robert Knox (1953)
- Archevêque Alfredo Bruniera (1955)